# Soldier (canción de Dover)
«Soldier» es una canción de la banda española Dover. Fue el sencillo de presentación de su primer álbum recopilatorio, 2. La canción fue compuesta por Amparo y Cristina Llanos durante los descansos de su gira 'Follow the city Lights' y 'LKXA' durante el verano de 2007. Habla sobre una pareja cuya relación se ha vuelto tan tormentosa que sus integrantes se sienten como unos soldados en plena batalla. A pesar de la promoción, su posición máxima en las listas españolas fue la número 8. Fue añadida al repertorio del grupo durante su gira del año 2008.
Amparo Llanos habló así de la canción:
"La hicimos a final del verano. Después de un disco de éxito nos cuesta ponernos a componer, pero nos sentimos inspirados y salió rápido. Ha quedado muy de baile con una melodía muy intensa, muy pop.".

## Vídeo musical
Al igual que los anteriores videoclips, este fue rodado por Struendo Filmakers con unos marcos muy parecidos al de su predecesor Do Ya.